# Apollonio di Perga
Apollonio di Perga (in greco antico: Ἀπολλώνιος ὁ Περγαῖος?, Apollṓnios ho Pergaîos; in latino Apollonius Pergaeus; Perga, 262 a.C. – Alessandria d'Egitto, 190 a.C.) è stato un matematico e astronomo greco antico, famoso per le sue opere sulle sezioni coniche e l'introduzione, in astronomia, degli epicicli e deferenti.
Fu attivo tra la fine del III e l'inizio del II secolo a.C., ma le scarse testimonianze sulla sua vita rendono impossibile una migliore datazione e date specifiche (come quelle in RE, 151) devono essere intese solo in senso puramente speculativo.
Fu Apollonio, inoltre, che diede alla ellisse, alla parabola e alla iperbole i nomi con i quali da allora queste curve sono identificate.

## Biografia
Le notizie sulla sua vita sono molto scarse e controverse. Nacque a Perga, ma si spostò ad Alessandria d'Egitto, dove compose una prima versione delle Coniche, che egli stesso in seguito definì troppo affrettata. Visitò Efeso e Pergamo e qui conobbe il matematico Eudemo da Pergamo, al quale poi inviò i primi tre libri rivisti delle Coniche.
Di lui sopravvivono solo due opere:
- Separazione di un rapporto (due libri giunti a noi in una traduzione in arabo);
- Le coniche (opera in otto libri dei quali quattro sopravvivono nella versione greca originale e sette in una traduzione in arabo, l'ottavo libro essendo perduto, ma ricostruito per via deduttiva dallo scienziato arabo ibn al-Haytham, chiamato in Occidente Alhazen).

Di altre opere, perdute, restano solo i titoli:
- Separazione di un'area (χωϱίου ἀποτομή)
- Sezione determinata (διωϱισμένη τομή)
- Tangenze (ἐπαφαί)
- Inclinazioni (νεύσεις)
- Luoghi piani (τόποι ἐπίπεδοι).

Si sa inoltre che scrisse a proposito dell'elica cilindrica, del confronto tra dodecaedro e icosaedro, dei limiti di pi greco.
Apollonio utilizzò le sue conoscenze geometriche anche per una applicazione pratica, la costruzione di una meridiana in cui l'ombra viene valutata su una superficie conica in modo da fornire una accuratezza maggiore delle meridiane con superficie piana.
Il carattere innovativo della sua metodologia e della sua terminologia, specialmente nell'area delle sezioni coniche, hanno influenzato molti studiosi dei secoli successivi e tra questi Tolomeo, Keplero, Pierre de Fermat, Cartesio e Isaac Newton.

### Astronomia
A lui sono attribuiti anche le ipotesi delle orbite eccentriche, o in altri termini, le ipotesi di deferenti ed epicicli, con le quali spiegare il moto apparente dei pianeti, la velocità variabile della Luna e la variazione di luminosità degli astri.

## Edizioni delle opere

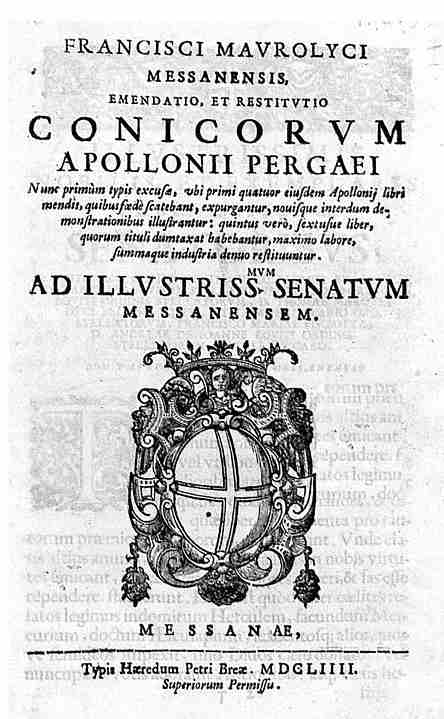
Conica, edizione del 1654 a cura di Francesco Maurolico

- (LA) Apollonio di Perga, Conicorum libri quattuor, a cura di Federico Commandino, Bologna, 1566.
- (LA) Apollonio di Perga, Conica, a cura di Francesco Maurolico, Messanae, typis heredum Petri Breae, 1654.
- (GRC) Apollonio di Perga, Inclinationum libri, Oxonii, e Typographeo Clarendoniano, 1770.
- (GRC, LA) I. L. Heiberg (a cura di), Apollonii Pergaei quae Graece exstant cum commentariis antiquis, 2 voll., Lipsia, B.G. Teubner, 1891-1893. vol.1, vol. 2
- Apollonius. Apollonius of Perga Conics Books I-III. Tradotto da R. Catesby Taliaferro. (Santa Fe: Green Lion Press, 1998).
- Apollonius. Apollonius of Perga Conics Book IV. Tradotto con introduzione e note da Michael N. Fried. (Santa Fe: Green Lion Press, 2002).
- Michael N. Fried, & Sabetai Unguru. Apollonius of Perga's Conica: Text, Context, Subtext. (Leiden: Brill, 2001).